# Steenbergen en Kruisland

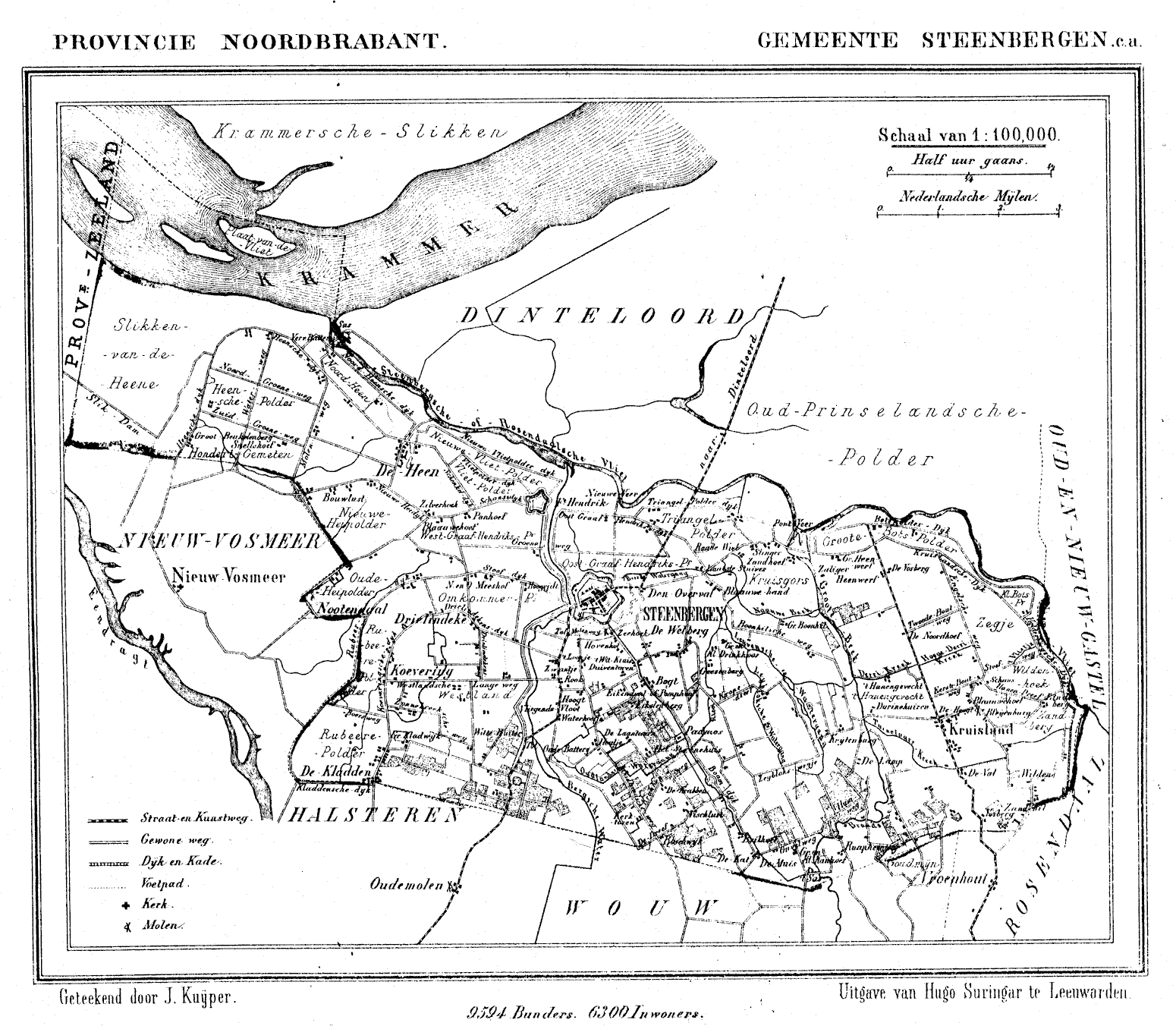
Steenbergen en Kruisland in 1867.

Steenbergen en Kruisland was  tot 26 juni 1962 de naam van de gemeente Steenbergen in de Nederlandse provincie Noord-Brabant, met daarin de plaatsen Steenbergen, Kruisland en De Heen.
Steenbergen en Kruisland is in 1997 samen met Dinteloord en Prinsenland en Nieuw-Vossemeer opgegaan in de gemeente Steenbergen.